# Clystea aner
Clystea aner là một loài bướm đêm thuộc phân họ Arctiinae, họ Erebidae.